# Stenopogon martini
Stenopogon martini är en tvåvingeart som beskrevs av Stanley Willard Bromley 1937. Stenopogon martini ingår i släktet Stenopogon och familjen rovflugor. Inga underarter finns listade i Catalogue of Life.